# ديفيد بوجي
ديفيد بوجي (بالإنجليزية: David Bogie)‏ مواليد 31 يوليو 1987، هو سائق راليات اسكتلندي بدأ مسيرته في سنة 2004. كان أول رالي له هو رالي ويلز 2013.

## روابط خارجية
- ديفيد بوجي على موقع eWRC-results.com (الإنجليزية)